# I liga polska w piłce siatkowej mężczyzn (1970/1971)
I liga polska w piłce siatkowej mężczyzn 1970/1971 – 35. edycja rozgrywek o mistrzostwo Polski w piłce siatkowej mężczyzn.

## Drużyny uczestniczące
| | I liga 1970/1971 |   |      |
| --- | ---------------- | - | ---- |
| LEG | Legia Warszawa   | 1 | PEMK |
| WAR | AZS-AWF Warszawa | 2 |      |
| RZE | Resovia          | 3 |      |
| NHU | Hutnik Nowa Huta | 4 |      |
| OLS | AZS Olsztyn      | 5 |      |
| MIE | Stal Mielec      | 6 |      |
| | Awans z II ligi  |   |      |
| AND | Beskid Andrychów |   |      |
| MIL | Płomień Milowice |   |      |
| Oznaczenia: - kolumna pierwsza – skróty nazw drużyn wpisane na mapie (jeśli ta została zamieszczona), - kolumna trzecia – miejsce zajęte przez daną drużynę w poprzednim sezonie. |                  |   |      |

## Rozgrywki

### Tabela
| Lp. | Drużyna          | Pkt | Mecze | Mecze | Mecze | Sety | Sety | Sety  |
| Lp. | Drużyna          | Pkt | M     | W     | P     | wyg. | prz. | ratio |
| --- | ---------------- | --- | ----- | ----- | ----- | ---- | ---- | ----- |
| 1   | Resovia          | 48  | 28    | 20    | 8     | 72   | 43   | 1.674 |
| 2   | Legia Warszawa   | 46  | 28    | 18    | 10    | 65   | 48   | 1.354 |
| 3   | AZS Olsztyn      | 43  | 28    | 15    | 13    | 60   | 53   | 1.132 |
| 4   | AZS-AWF Warszawa | 43  | 28    | 15    | 13    | 57   | 54   | 1.056 |
| 5   | Hutnik Nowa Huta | 40  | 28    | 12    | 16    | 56   | 60   | 0.933 |
| 6   | Płomień Milowice | 40  | 28    | 12    | 16    | 48   | 66   | 0.727 |
| 7   | Beskid Andrychów | 39  | 28    | 11    | 17    | 51   | 66   | 0.773 |
| 8   | Stal Mielec      | 37  | 28    | 9     | 19    | 45   | 61   | 0.738 |

     Puchar Europy Mistrzów Krajowych
     spadek do II ligi

## Klasyfikacja końcowa
| Miejsce | Drużyna          |
| ------- | ---------------- |
| 1.      | Resovia          |
| 2.      | Legia Warszawa   |
| 3.      | AZS Olsztyn      |
| 4.      | AZS-AWF Warszawa |
| 5.      | Hutnik Nowa Huta |
| 6.      | Płomień Milowice |
| 7.      | Beskid Andrychów |
| 8.      | Stal Mielec      |

     spadek do II ligi